# Vierakker
Vierakker is een dorp of buurschap in de gemeente Bronckhorst, in de Nederlandse provincie Gelderland. Het ligt tussen Zutphen, Vorden, Wichmond en Baak in en heeft 195 inwoners.

## Geschiedenis

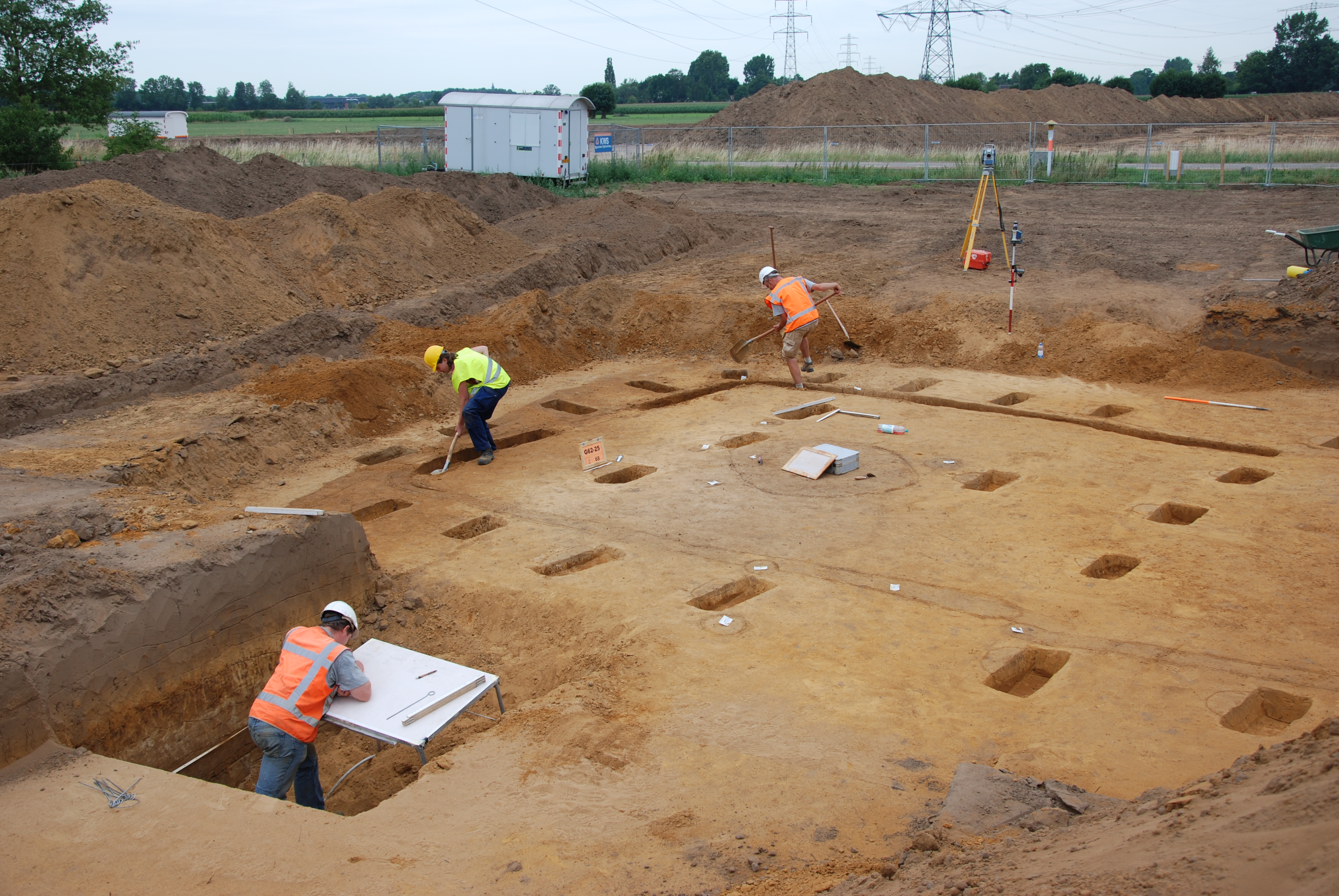
Een opgraving in het Gelderse Vierakker, waarbij een huisplattegrond uit de IJzertijd werd blootgelegd.

Rond Vierakker wordt al duizenden jaren gewoond. In 2010 legden archeologen van RAAP Archeologisch Adviesbureau in opdracht van de Gasunie een huisplattegrond uit de IJzertijd (800-12 voor Chr.) bloot.
Het dorp zelf is veel later ontstaan rond de adellijke havezate ’t Huis Vieracker, die eerder de Mengerink werd genoemd.
In de 14e eeuw ontstond er een belangrijk huis van Henrick van Suderoes. Of dat huis toen al een middeleeuwse versterking was, is niet bekend. Het hoofdgebouw werd begin 1890 afgebroken, nadat het ondeugdelijk was geworden. Iets ten oosten van de oorspronkelijke ligging werd het nieuwe huis 't Suideras gebouwd. Het huis en het bijbehorende landgoed waren eigendom van de adellijke familie Van der Heyden. Vele families met al dan niet kortstondige invloed hebben in het huis gewoond. In de 20e eeuw woonde minister-president en Tweede-Kamervoorzitter Jhr. Charles Joseph Marie Ruijs de Beerenbrouck in het huis. Hij was getrouwd met een van de dochters van de familie Van der Heyden. Toen Ruijs de Beerenbrouck in 1936 plots overleed, werd hij in Vierakker onder grote belangstelling van vele prominenten begraven.
Het goed Wissink werd al in de middeleeuwen genoemd. Eind 16e eeuw werd er het adellijke huis Olde Spijker gebouwd, dat in 1966 werd aangewezen tot rijksmonument.
Jarenlang behoorde Vierakker tot de gemeente Warnsveld, waarna het bij een gemeentelijke herindeling in de jaren tachtig overgeheveld werd naar de gemeente Vorden. Deze situatie duurde tot 1 januari 2005, waarna Vierakker opging in de nieuwe gemeente Bronckhorst. Het dorp werkt veel samen met het ernaast gelegen dorp Wichmond.

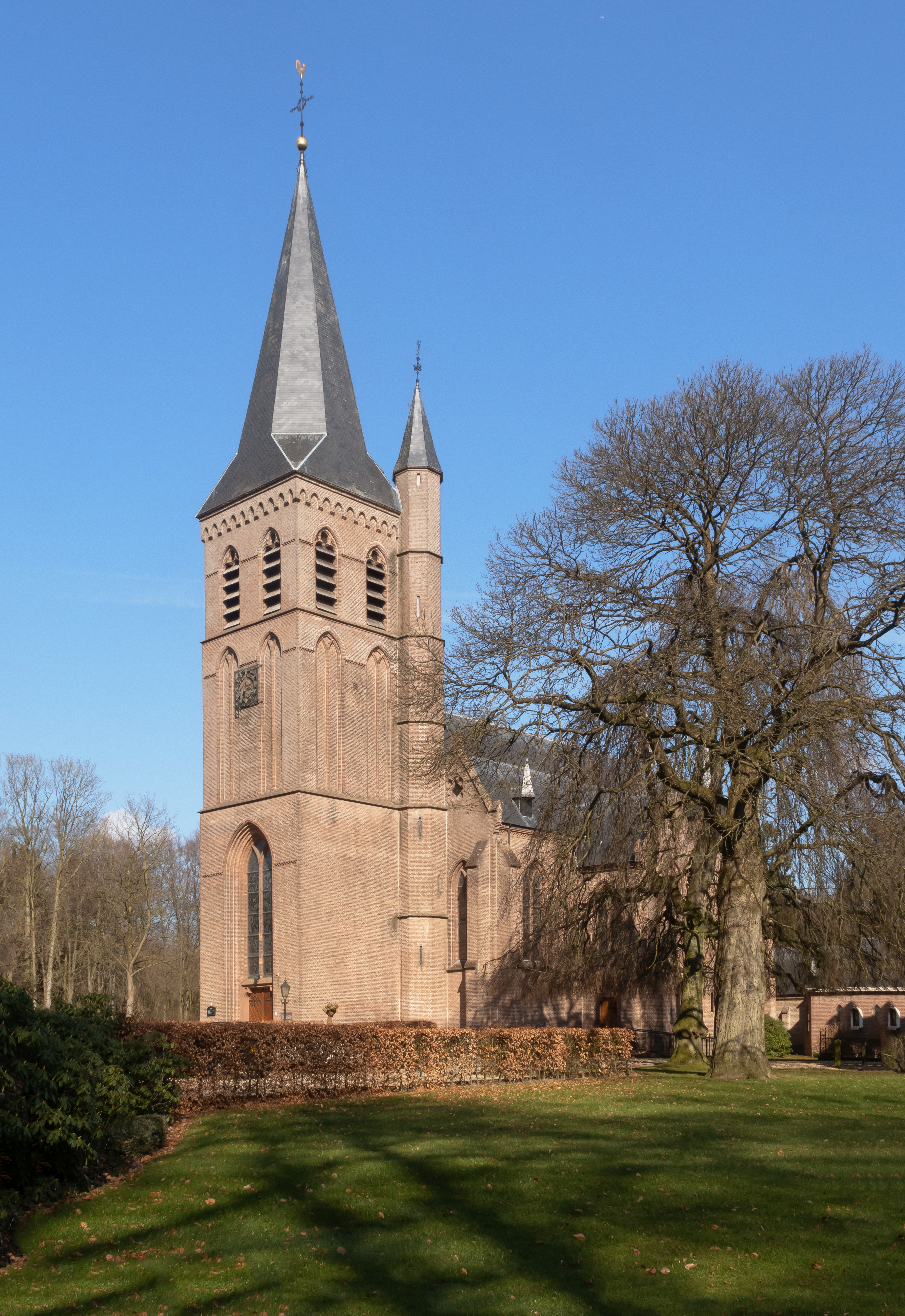
Sint Willibrorduskerk

### Sint Willibrorduskerk
Hoewel Vierakker groter was geworden dan Wichmond (in 1810 kende Vierakker 404 inwoners tegenover 291 in Wichmond) had het eeuwenlang geen eigen kerk. Pas in 1869/1870 werd de rooms-katholieke Sint Willibrorduskerk gebouwd. Recentelijk werd deze volledig gerestaureerd. In 2009 werd deze kerk in een NCRV-actie aangewezen als de mooiste kerk van de provincie Gelderland.
"De kerk verkeert in grotendeels oorspronkelijke staat. Zo zijn de olielampen uit 1870 nog aanwezig, die nu echter niet meer mogen branden om de net gerestaureerde muren niet opnieuw zwart te blakeren. Verder zijn de communiebank, de biechtstoel, de doopvont en het orgel van orgelbouwer Elberink (1873) origineel, terwijl de preekstoel, in de jaren zestig van de 20e eeuw weggehaald, onlangs op de oude plek is teruggeplaatst. Ook een groot Triomphkruis, afbeeldingen van Franse lelies en 'raderen van de eeuwigheid' in het middenpad en tegels met dierfiguren in de zijpaden zijn weer hersteld of terug zichtbaar gemaakt door de verwijdering van deklagen van meer recente jaren."
Naast de vrij grote kerk staan er ook een pastorie en een kosterswoning in het dorp.

## Geboren in Vierakker
- Frans Hermsen (1926-2003), politicus en burgemeester
- Bram Rouwen (1985), atleet